# Lexikon över urnordiska personnamn
Lexikon över de urnordiska personnamnen är ett digitalt lexikon över samtliga personnamn i urnordiska runinskrifter (ca 0-700 e. Kr.). Dessutom innehåller lexikonet personnamn i nordiska ortnamn på -lev samt de nordiska personnamn belagda i den fornengelska dikten Beowulf. Lexikonet är författat av Lena Peterson 2004 och endast tillgängligt i en nätversion.

## Digital version
- Peterson, Lena, 2004: Lexikon över urnordiska personnamn